# Боксер (порода собаки)
Боксе́р (англ. Boxer) — порода собак групи 2 за класифікацією Міжнародної Кінологічної Федерації. Боксер належить до групи робочих собак, батьківщина його Німеччина, первинне призначення — охорона сім'ї та її майна. Рівень поширеності його середній.

## Походження
Зображення собак, схожих на сучасних боксерів, зустрічаються з XVII сторіччя. Ці собаки звалися буленбейсерами й протягом декількох сторіч були досить популярними в Західній та Центральній Європі. Вперше в більш-менш сучасному вигляді боксери були представлені в Мюнхені в 1850 році. При виведенні породи використовувалися мастифи та бульдоги. Мастифи призначалися для полювання таких великих звірів як ведмідь та кабан, а бульдоги — для боїв з биками. В результаті селекції було виведено нову породу, що була неагресивною і контрольованою. Це характерні риси сучасних боксерів. Остаточно порода була сформована в 1896 році. Того ж року було створено перший клуб любителів боксерів.

## Характер

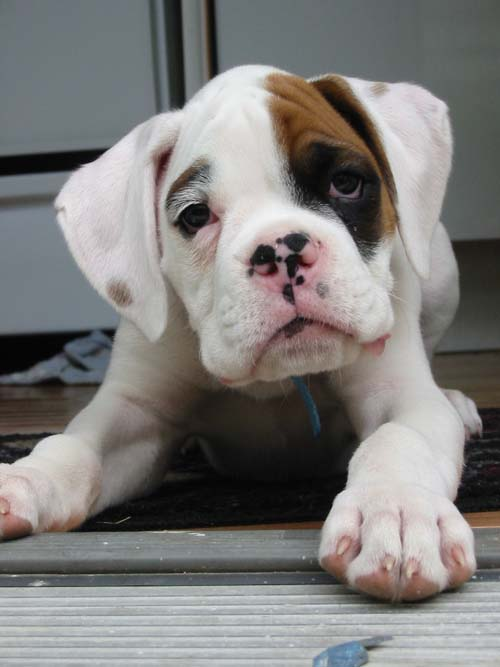
Цуценя боксера

По самій природі своїй, це сторожовий собака, до незнайомих ставиться підозріло. Підозріло відносячись до незнайомців, боксер не є «собакою одного господаря», він однаково привітний зі всіма членами сім'ї.
Боксер небагатослівний, гавкає він рідко. Якщо він раптом загавкає, підіть поглянете, в чому справа — зазвичай для цього буває серйозна причина, щось не в порядку. Боксер дуже слухняний і настільки легко дресується, що може бути навіть поводирем для сліпого.
Відмінна риса характеру — велика прихильність до своєї сім'ї, волелюбність. Енергія, що б'є через край, і грайливість зберігаються у боксерів до старості.

## Характеристика
Термін життя приблизно 12 років, вік дорослішання — 3 роки. Зріст сук коливається від 53 до 58,5 см, псів — від 57 до 63,5 см. Вага сук — 25-27 кг, псів — 30-32 кг.
Шерсть у боксерів коротка і гладка, забарвлення її жовтувато-коричневе або смугасте, білого в ідеалі повинно бути не більше 1/3. Шерсть не звалюється і не сплутується, професійного догляду не потребує. Перед виставками інколи висмикуються окремі довгі волоски.

## Догляд
Догляд за шерстю полягає в регулярному чищенні м'якою щіткою і полірування замшею, жорсткі щітки недопустимі, оскільки шерсть у боксера лежить тонким шаром, а шкіра дуже чутлива. Їм не треба умивати морду, як бульдогам, оскільки складки у них на фізіономії не такі глибокі.
Фізичних вправ боксер повинен отримувати стільки, скільки ви зможете витримати; їх можна замінити регулярними короткими прогулянками. Має хороший апетит. З'їдає він 900 г корму в сухій вазі. Харчування повинне бути триразове протягом дня, щоб уникнути кольок.
Боксер легко піддається дресируванню, як домашній собака він просто прекрасний; з чужими дітьми поводиться добродушно, з собаками своєї породи теж добре, до кішок ставиться непогано. Мирно уживається в одному будинку з іншими тваринами, до маленьких дуже добрий. Згоден жити як в місті, так і в селі; у міській квартирі його можна тримати лише за умови регулярних прогулянок. У разі потреби може жити й в будці, але лише за умови наявності підлоги. Потребує тепла, погано переносить підвищену вологість. Серед спадкових аномалій наголошуються хвороби серця, схильність до ракових захворювань, схильність до простуд. Цього собаку не можна тримати в сирих, холодних приміщеннях. Боксер не любить також залишатися один. Невеликий відсоток боксерів схильний до страшної хвороби під назвою «прогресуюча аксонопатія» (неврит).